# Hedde Boerema
Hedde Jacob Boerema (Nuis, 26 november 1920 – Assen, 24 februari 2001) was een Nederlands politicus van de PvdA.
Hij werd geboren in een dorp in de Groningse gemeente Marum en begon in 1938 zijn ambtelijke carrière bij de gemeentesecretarie van Wildervank. In 1946 maakte hij de overstap naar de gemeente Deventer en het jaar erop ging hij als commies werken bij de gemeente Heerenveen. Daar bracht hij het tot hoofdcommies eerste klas voor hij midden 1956 de gemeentesecretaris van Appingedam werd. Drie jaar later werd hij de gemeentesecretaris van Winschoten en vanaf 1966 had hij zeventien jaar die functie bij de gemeente Assen. Hij was parttime docent bij de Groninger Bestuursschool en daarnaast vanaf begin jaren 80 lid van de Provinciale Staten van Drenthe. In 1985 werd hij daar fractievoorzitter en vanaf 1986 was hij na het overlijden van Aaldrik Eshuis nog enige tijd lid van de Gedeputeerde Staten.
In juni 1988 werd de intussen 67-jarige Boerema benoemd tot waarnemend burgemeester van Muntendam, wat hij bleef tot de gemeentelijke herindeling van 1990 waarbij Muntendam ophield te bestaan. Begin 2001 overleed hij op 80-jarige leeftijd in zijn woonplaats Assen.